# Takayuki Morimoto
Takayuki Morimoto (n. 7 mai 1988) este un fotbalist japonez care evoluează pe postul de atacant.

## Statistici
| Japonia | Japonia | Japonia |
| An      | Meciuri | Goluri  |
| ------- | ------- | ------- |
| 2009    | 2       | 1       |
| 2010    | 7       | 2       |
| 2011    | 0       | 0       |
| 2012    | 1       | 0       |
| Total   | 10      | 3       |